# Zygomyia valeriae
Zygomyia valeriae är en tvåvingeart som beskrevs av Chandler 1991. Zygomyia valeriae ingår i släktet Zygomyia och familjen svampmyggor.
Artens utbredningsområde är Irland. Inga underarter finns listade i Catalogue of Life.